# Булдаки (Сунский район)
Булдаки — деревня в Сунском районе Кировской области в составе Курчумского сельского поселения.

## География
Находится на расстоянии примерно 11 километров на север-северо-восток от районного центра поселка Суна.

## История
Известна с 1722 года, когда здесь было дворов 7 и душ мужского пола 36 душ, в 1764 учтено 107 жителей. В 1873 году учтено было дворов 14 и жителей 148, в 1905 22 и 133, в 1926 21 и 99, в 1950 16 и 105. В 1989 году не учтено постоянных жителей.

## Население
Постоянное население составляло 1 человек (русские 100 %) в 2002 году, 0 в 2010.